# IC 1727
IC 1727 est une galaxie spirale barrée de type magellanique située dans la constellation du Triangle à environ 23 millions d'années-lumière de la Voie lactée. Elle a été découverte par l'ingénieur britannique Isaac Roberts en 1896.
La classe de luminosité de IC 1727 est V et elle présente une large raie HI. De plus, c'est une galaxie LINER, c'est-à-dire une galaxie dont le noyau présente un spectre d'émission caractérisé par de larges raies d'atomes faiblement ionisés.
En raison d'une brillance de surface égale à 14,34 mag/am2, on peut qualifier IC 1727 de galaxie à faible brillance de surface (LSB en anglais pour low surface brightness). Les galaxies LSB sont des galaxies diffuses (D) avec une brillance de surface inférieure de moins d'une magnitude à celle du ciel nocturne ambiant.
À ce jour, six mesures non basées sur le décalage vers le rouge (redshift) donnent une distance de 6,862 ± 0,428 Mpc (∼22,4 millions d'al). Étant donné que cette galaxie est rapprochée du Groupe local, ces mesures sont plus près de la réalité que la distance de Hubble égale à 1,03 ± 0,29 Mpc (∼3,36 millions d'al), une valeur impossible car IC 1727 serait alors à l'intérieur du Groupe local.

## Groupe de NGC 672
En compagnie de NGC 672 et de NGC 784, IC 1727 fait partie du groupe de NGC 672.